# Lesley Langley
Lesley Langley, née en 1945 à Weymouth, est un mannequin et une actrice britannique. Elle est élue Miss Monde 1965. 

## Biographie
Elle a fréquenté l'École royale de la marine marchande, à proximité de Wokingham, Berkshire, (maintenant connu sous le nom Bearwood College) dans les années 1950. Durant son mandat[Quoi ?], elle a rencontré et épousé l'organiste de jazz Alan Haven, avec lequel elle a eu et une fille nommée Chloé. Ils ont divorcé et Lesley a ensuite travaillé comme assistante de cabinet dentaire. 
Elle a joué un petit rôle dans le film Goldfinger.